# Fonda Lee

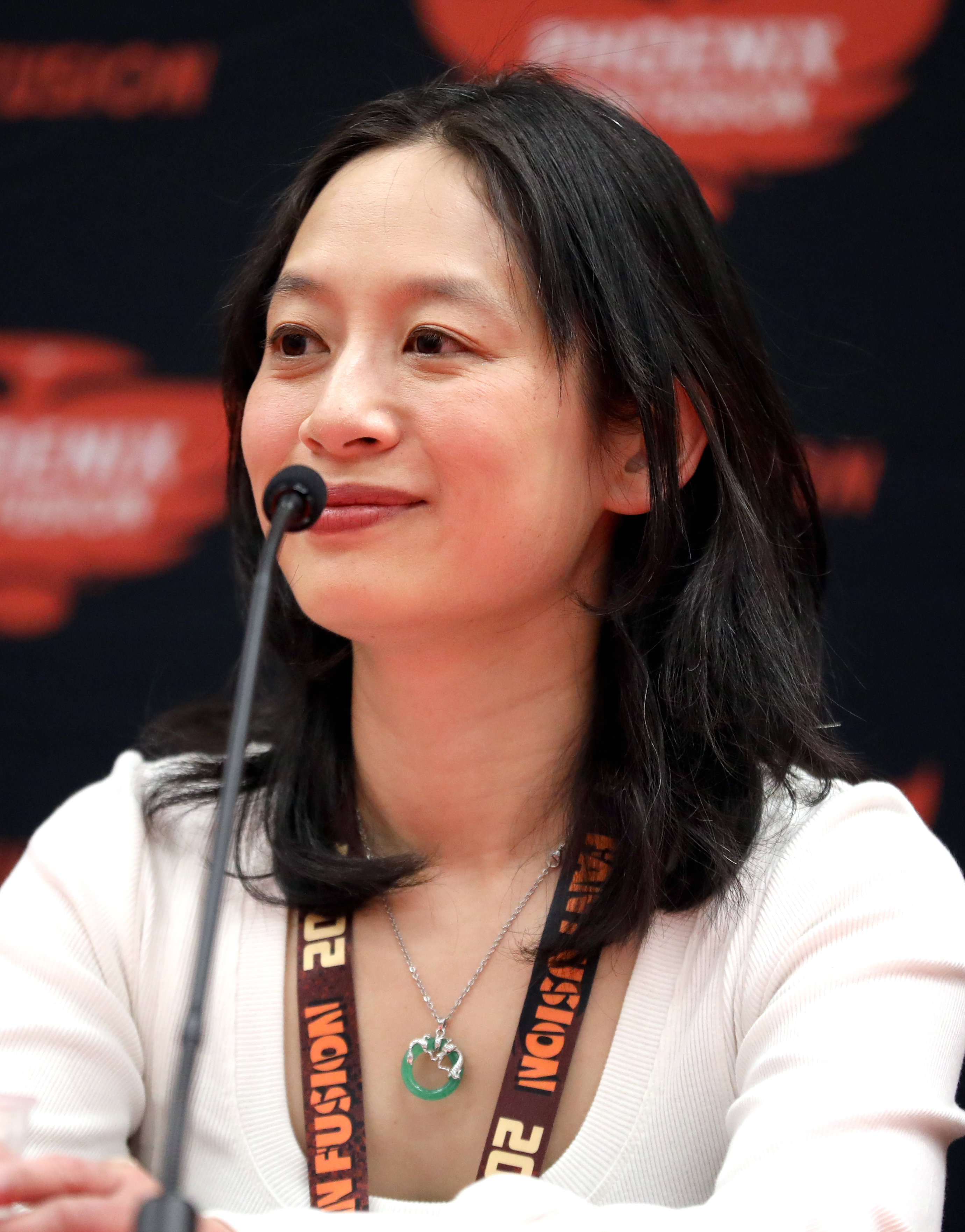
Fonda Lee (2024)

Fonda Lee (geboren am 10. März 1979 in Calgary, Kanada) ist eine kanadisch-amerikanische Science-Fiction- und Fantasy-Autorin.

## Leben
Fonda Lee wuchs in Calgary auf und lebte danach in Toronto und in der San Francisco Bay Area. Sie studierte an der Stanford University, wo sie mit dem Master abschloss. Danach arbeitete sie als Firmenberaterin und zuletzt als im Bereich Unternehmensstrategie bei Nike, bevor sie hauptberufliche Schriftstellerin wurde.
2014 war Lee Teilnehmerin des Viable-Paradise-Workshops für SF-Autoren, 2015 erschien ihr erster Roman Zeroboxer. Dieser wie auch die beiden Romane der Exo-Reihe richtete sich an Jugendliche. Der Fantasy-Roman Jade City, erster Band des Zyklus The Green Bone Saga, wurde 2018 mit dem World Fantasy und mit dem Aurora Award ausgezeichnet und für Nebula und Locus Award nominiert. Mit den Romanen Zeroboxer und Exo war Lee jeweils Finalist bei den Andre Norton Awards.
Lee hat zwei Kinder und lebt in Portland, Oregon. Sie betreibt Kampfsport mit schwarzem Gürtel in Karate und Kung Fu.

## Auszeichnungen
- 2018: World Fantasy Award für den Roman Jade City
- 2018: Aurora Award für den Roman Jade City (Best Novel) und für Exo (Young Adult Novel)
- 2022: Locus Award für den Roman Jade Legacy

## Bibliografie
Exo
- 1 Exo (2017)
- 2 Cross Fire (2018)

Romane
- Zeroboxer (2015)
- Jade City (The Green Bone Saga #1, 2017)
- Jade War (The Green Bone Saga #2, 2019)
- Jade Legacy (The Green Bone Saga #3, 2021)
- Untethered Sky (2023)

Kurzgeschichten
- Universal Print (2015)
- Spectral (2016)
- Old Souls (2017)